# セルビア公国 (中世)

セルビア公国
Кнежевина Моравска Србија (セルビア語)

セルビア公国の地図

セルビア公国（セルビアこうこく、セルビア語: Кнежевина Моравска Србијаは、セルビア帝国が崩壊した後、1371年にラザル・フレベリャノヴィチが最有力君主となって成立した国家である。

## 歴史

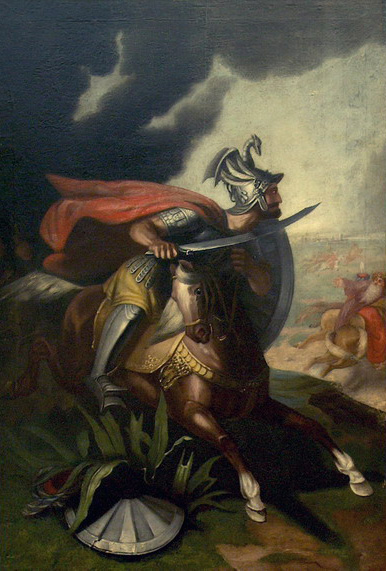
ムラト1世と刺し違えたと伝承されるミロシュ・オビリッチ

1371年、ネマニッチ朝が断絶してセルビア帝国が崩壊し、ラザル・フレベリャノヴィチがセルビアの最有力の君主となった。1386年、ラザルはオスマン帝国のムラト1世から臣従するように迫られたが、これを拒絶してセルビアの独立を保とうとした。このため1389年、ムラト1世率いるオスマン軍とコソヴォの戦いでセルビア諸侯と連合軍を結成し奮戦したが、戦いはオスマン軍の優勢に進み、ラザル自らが捕虜となった。離脱と降伏を装ったセルビア貴族ミロシュ・オビリッチによってムラト1世が暗殺されたため、その報復としてムラト1世の後を継いだバヤズィト1世によりラザルは処刑された。

### オスマン帝国支配下
生き残ったラザルの息子ステファン・ラザレヴィチはバヤズィトに臣従し、1402年以降セルビアはオスマン帝国の属国として存続する事となった。ラザレヴィチ及びその甥に当たるジュラジ・ブランコヴィチは南のオスマン帝国、北のハンガリー王国との間で巧みな外交政策によって命脈を保った。ジュラジの死後は政変が相次ぎ、オスマン帝国はそれに乗ずる形でセルビアを徐々に併合していった。1456年からベオグラード包囲戦が始まり、1459年6月に首都スメデレヴォはオスマン軍によって占領され、セルビア公国は滅亡し、これにより中世のセルビア国家は消滅した。以後、セルビア人国家の再建は、358年後の1817年まで待たなければならない。